# Tumultos antimuçulmanos de 2014 no Sri Lanka
Os tumultos antimuçulmanos de 2014 no Sri Lanka foram distúrbios religiosos e étnicos ocorridos em junho de 2014 no sudoeste do Sri Lanka. Os muçulmanos e suas propriedades foram atacados por budistas cingaleses nas cidades de Aluthgama, Beruwala e Dharga Town no distrito de Kalutara. Pelo menos quatro pessoas foram mortas e 80 ficaram feridas. Centenas de pessoas ficaram desabrigadas após ataques a residências, lojas, fábricas, mesquitas e um berçário. 10 000 pessoas (8 000 muçulmanos e 2 000 cingaleses) foram deslocadas pelos tumultos. Os tumultos ocorreram na sequência dos comícios do Bodu Bala Sena (BBS), um grupo budista linha dura. O BBS foi amplamente culpado por incitar os distúrbios, mas negou a responsabilidade. Os principais meios de comunicação do país censuraram notícias sobre os tumultos seguindo ordens do governo do Sri Lanka.